# موراكس (برمجية)
موراكس (بالإنجليزية: Murex)‏ شركة متخصصة في تطوير البرمجيات الموجة للتصرف في المخاطر المالية موجهة للسوق المالية.
أسس سليم إدي الشركة سنة 1986، وهو خريج المدرسة المتعددة التكنولوجية.

## وصلات خارجية
- الموقع الرسمي